# Sorgenfreispira africana
Sorgenfreispira africana é uma espécie de gastrópode da família Mangeliidae.
Esta espécie pode ser encontrada no oceano Atlântico, ao longo da orla de Senegal.